# مولیمو-انتوسه
مولیمو-انتوسه (به لاتین: Molimo-Nthuse) یک منطقهٔ مسکونی در لسوتو است.